# Eugeniusz Kraj
Eugeniusz Kraj (ur. 1 stycznia 1929 w Pabianicach, zm. 25 lipca 2014) – polski działacz polityczny i społeczny.
Był synem Edwarda i Józefy. W czasie II wojny światowej należał do Szarych Szeregów. W latach 1948–1956 był członkiem Związku Młodzieży Polskiej w Pabianicach, gdzie pełnił między innymi funkcję członka Zarządu Koła ZMP i sekretarza ZMP w Pabianicach. Od 1955 należał do Polskiej Zjednoczonej Partii Robotniczej. W latach 1961–1964 był słuchaczem Wyższej Szkoły Nauk Społecznych przy KC PZPR. Był między innymi I sekretarzem Komitetu Miejskiego PZPR oraz przewodniczącym Miejskiej Rady Narodowej w Pabianicach w latach 1970–1977. Oo 1977 do 1981 kierował Wydziałem Administracyjnym Komitetu Łódzkiego PZPR.
Zmarł 25 lipca 2014 i został pochowany na cmentarzu katolickim w Pabianicach.

## Wybrane odznaczenia
- Krzyż Oficerski Orderu Odrodzenia Polski
- Krzyż Kawalerski Orderu Odrodzenia Polski
- Krzyż Armii Krajowej
- Odznaka „Weteran Walk o Wolność i Niepodległość Ojczyzny”